# Кларенс Зенер
Кларенс Мелвін Зенер (1 грудня 1905 — 15 липня 1993) — американський фізик, який вперше описав електричні властивості напівпровідникових приладів діодів Зенера, згодом названі Bell Labs його ім'ям. Зенер був фізиком-теоретиком і також працював у багатьох інших галузях фізики, включаючи надпровідність, металургію та геометричне програмування.

## Біографія
Зенер народився в Індіанаполісі (Індіана) і отримав ступінь доктора філософії в університеті Гарварду в 1930 році з роботою «Квантово-механічний підхід до властивостей певних типів діатомних молекул».
У 1930-32 працював у Принстонському університеті, 1932-34 — в Бристольському, 1935-37 — Вашингтонському університеті в Сент-Луїсі, в 1937-40 — Нью-Йоркському міському коледжі, в 1940-42 — Вашингтонському. У 1945-51 — професор Чиказького університету, в 1951-56 — замісник директора дослідницьких лабораторій «Вестінгауз електрікал корпорейшн», в 1956-62 — директор, в 1962-65 — науковий директор. Із 1968 року професор Технічного університету Карнегі в Пітсбурзі.
Дослідження в галузі фізики твердого тіла. Відомий ефектом Зенера в фізиці напівпровідників та діодами Зенера, або діодами з лавинним пробоєм. В 1951 році розвинув s-d-обмінну модель феромагнітних металів.